# Maalaea
Maalaea és una concentració de població designada pel cens dels Estats Units a l'estat de Hawaii. Segons el cens del 2000 tenia 454 habitants.

## Demografia
Segons el cens del 2000, Maalaea tenia 454 habitants, 263 habitatges, i 120 famílies La densitat de població era de 36,8 habitants per km².
Dels 263 habitatges en un 5,7% hi vivien nens de menys de 18 anys, en un 39,2% hi vivien parelles casades, en un 4,6% dones solteres, i en un 54,4% no eren unitats familiars. En el 42,6% dels habitatges hi vivien persones soles el 7,6% de les quals corresponia a persones de 65 anys o més que vivien soles. El nombre mitjà de persones vivint en cada habitatge era d'1,73 i el nombre mitjà de persones que vivien en cada família era de 2,27.
Per edats la població es repartia de la següent manera: un 6,6% tenia menys de 18 anys, un 2,2% entre 18 i 24, un 23,8% entre 25 i 44, un 44,5% de 45 a 64 i un 22,9% 65 anys o més.
L'edat mediana era de 52,9 anys. Per cada 100 dones hi havia 112,15 homes. Per cada 100 dones de 18 o més anys hi havia 112,0 homes.
La renda mediana per habitatge era de 53.750 $ i la renda mediana per família de 72.083 $. Els homes tenien una renda mediana de 36.544 $ mentre que les dones 36.250 $. La renda per capita de la població era de 43.571 $. Aproximadament el 3,3% de les famílies i el 3,7% de la població estaven per davall del llindar de pobresa.

## Poblacions més properes
El següent diagrama mostra les poblacions més properes.